# Chieftain (tenk)
Chieftain je bio britanski glavni borbeni tenk tijekom hladnog rata. Nasljednik je tenka Centurion i prvi je pravi britanski glavni borbeni tenk koji je od početka razvijan za tu namjenu (Centurion je prvotno bio zamišljen kao srednji tenk). Razvoj je počeo 1956., a vodila ga je tvrtka Leyland Motors. Napravljena su tri prototipa, a tijekom 1961. – 62. još šest i provedena su testiranja. Sljedeće godine tenk je ušao u proizvodnju i primljen je u službu britanske vojske gdje je ostao sve do 1996. godine. Ukupno je proizvedeno oko 1350 primjeraka u 12 različitih konfiguracija (inačica). Nasljednik Chieftaina je Challenger 1.
Prve inačice Chieftaina su imale mnoge probleme s pogonskim sustavom koji je zbog toga s vremenom zamjenjivan sa sve jačim motorima od 585 KS (Mark 4A), 650 KS (Mark 5A), 720 KS (Mark 7A) i najjačim 750 KS (Mark 8A). U tenk su se ugrađivali motori koji mogu koristiti više vrsta goriva, ali su prvenstveno koristili dizel. Problem s uporabom dizela je bio jaki dim prilikom pokretanja motora koji je mogao odati poziciju tenka.
Chieftain ima konvencionalan dizajn, s odjeljkom za vozača sprijeda, borbenim odjeljkom u sredini tenka i odjeljkom za pogonski sklop straga. Vozač je bio pozicioniran na sredini i bio je u poluležećem položaju što je omogućilo postavljanje prednje gornje ploče tenka pod veći kut i sveukupno nižu siluetu tijela tenka. U borbenom odjeljku, punitelj/radio operater je bio smješten lijevo od topa, dok su topnik i zapovjednik bili smješteni desno. Svi su imali dnevne i noćne vizire. Glavno naoružanje je činio 120 mm užlijebljen top. Napredni sustav upravljanja paljbom je omogućavao uspješno pogađanje nepokretne mete na udaljenosti do 3000 metara, dok je za metu u pokretu ta odaljenost bila oko 2000 metara.
Osim u Ujedinjenom Kraljevstvu, Chieftaini su korišteni i u Iranu, Iraku, Jordanu, Omanu i Kuvajtu.

### Zajednički poslužitelj
|  | Zajednički poslužitelj ima još gradiva o temi Chieftain (tenk) |